# The Official Secrets Act
| Recensione | Giudizio |
| ---------- | -------- |
| AllMusic   | [ 1 ]    |

The Official Secrets Act è il secondo album in studio del progetto musicale M, pubblicato nel 1980. Vennero estratti i singoli Official Secrets (che arrivò alla posizione numero 64 della Official Singles Chart nel novembre dello stesso anno) e Keep It To Yourself. Nel brano Maniac suonano i membri dei Level 42 Phil Gould (alla batteria) e Mark King  (al basso elettrico).

## Lista delle tracce
Tutti i brani composti da Robin Scott, eccetto dove indicato.

### LP: MCF 3085

#### Lato A
1. Transmission (The World Is at Your Fingertips) – 4:30
2. Join the Party – 3:39
3. Working for the Corporation – 3:35
4. Your Country Needs You – 3:20
5. M'aider – 5:26

#### Lato B
1. Relax – 3:42
2. Maniac – 3:22
3. Keep it to Yourself – 3:34
4. Abracadabra – 2:51
5. Official Secrets – 6:03

### 1997 Westside CD Reissue: WESM 502
1. Transmission – 4:30
2. Join the Party – 3:39
3. Working for the Corporation – 3:35
4. Your Country Needs You – 3:20
5. Mayday – 5:26
6. Relax – 3:42
7. Maniac – 3:22
8. Keep it to Yourself – 3:34
9. Abracadabra – 2:51 (Scott/Novik)
10. Official Secrets – 6:03
11. Abracadabra (Sunset–Sunrise Mix) – 2:51
12. Danube – 3:33 (Scott/Novik)
13. The Wedding Dance – 3:37 (Scott/Novik)
14. Mambo La – 2:29 (Anonimo)
15. Don't Believe What the Papers Say – 1:12
16. The Bride of Fortune – 4:20 (Scott/Westwood)

## Formazione
- Robin Scott – voce, chitarra
- Brigit Novik - voci
- David Vorhaus, Wally Badarou – tastiere, sintetizzatori
- Julian Scott – basso
- Phil Gould – batteria, percussioni
- Mark King - chitarra, batteria, basso (su Maniac)
- Gary Barnacle – sassofono, flauto
- Donal Lunny - arrangiamenti su Keep It to Yourself
- Paddy Keenan - uilleann pipes su Keep It to Yourself
- Bill Whelan - arrangiamenti su Relax e Official Secrets